# Décima Terceira Força Aérea

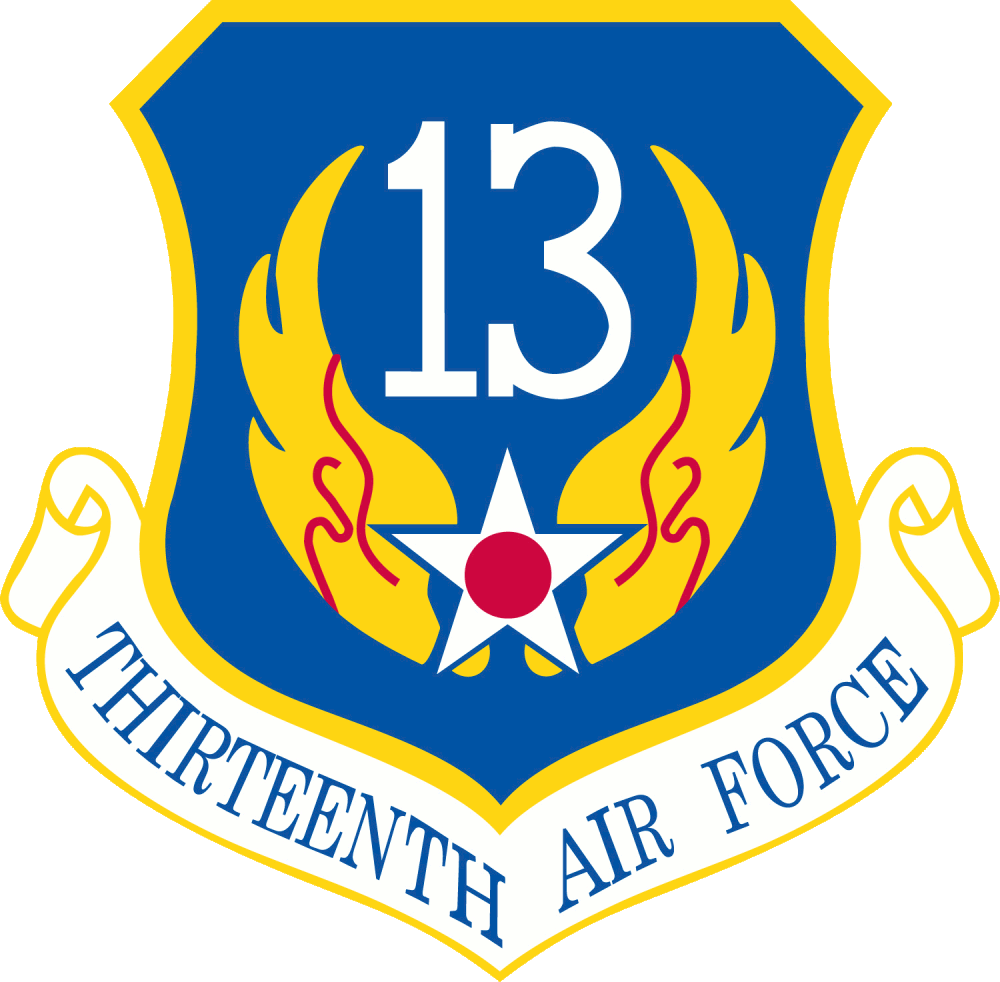
Emblema da Décima Terceira Força Aérea (13 AF), umas das Força Aérea Numeradas da Força Aérea dos Estados Unidos.

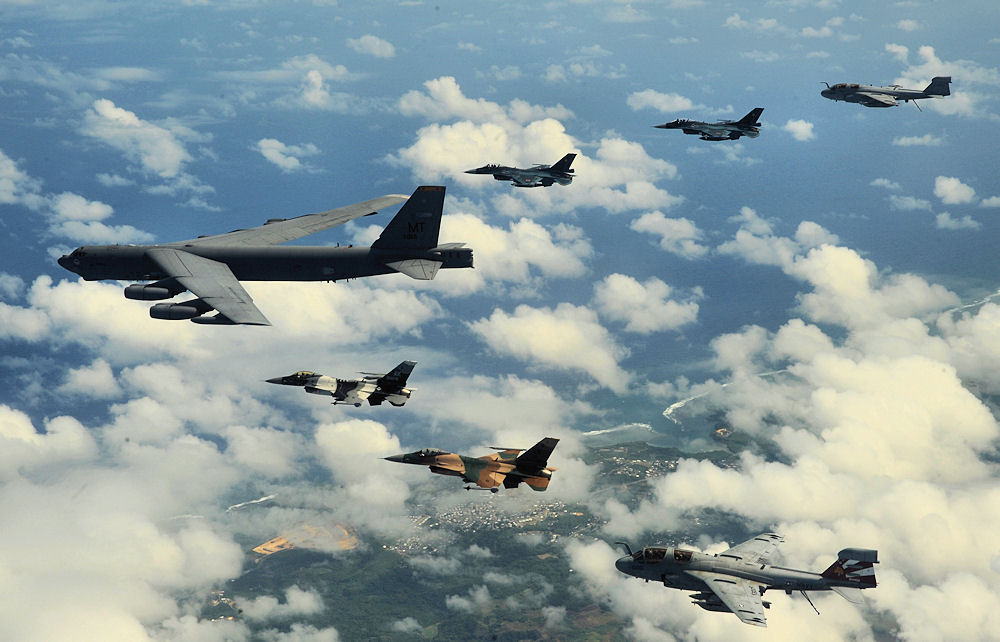
Aeronaves da 36ª Ala da 13ª Força Aérea.

A Décima Terceira Força Aérea (13 AF) é uma das Força Aérea Numerada da Força Aérea dos Estados Unidos junto as Forças Aéreas do Pacífico (PACAF). Ela está sediada  na Base Aérea de Hickam , no Havaí. A 13 AF nunca foi estacionada no território dos Estados Unidos. É uma das mais antigas, e continuamente ativo.
Os planos de comando, de controles, entrega e avalia o ar, o espaço, e informações de operações na região Ásia-Pacífico - com exceção da Coreia no teatro de operações - em todo o espectro de segurança do envolvimento de paz para grandes operações de combate.
Fundada em 14 de dezembro de 1942 no Aeródromo Plaine Des Gaiacs , na Nova Caledônia, a 13 AF foi é uma das Força Aérea do Exército dos Estados Unidos da América, destacados para combater no Teatro do Pacífico da II Guerra Mundial. É envolvido em operações principalmente no sul do Pacífico, atacando as forças inimigas nas Ilhas Salomão, Batalhas  nas Ilhas Gilbert e Ilhas Marshall, as Batalhas nas Ilhas Palau e Ilhas  Mariana e a Batalha das Filipinas (1944-1945).
Durante a Guerra Fria, a  13 AF permaneceu na Filipinas, proporcionando a defesa aérea do país e se tornando uma das forças aéreas numeradas de Forças Aéreas do Pacífico (PACAF). Durante a Guerra da Coréia, as suas unidades áreas servia de estágio para pessoas e equipamentos destinados à zona de guerra. Como a Guerra do Vietnã ocorreu durante o final dos anos 1960 e início dos anos 1970, a 13 AF foi comandado e controlado para as unidades da Força Aérea estacionadas na Tailândia, as suas unidades realizava missões de combate em toda Indochina até agosto de 1973. as unidades da 13 AF entraram em combate durante o incidente da SS Mayaguez em Maio de 1975.
Retornando a Filipinas após o termino da Guerra do Vietnã em 1975, o comando lá permaneceu até a evacuação de 1991, para a Base Aérea de clark, após a erupção do Monte Pinatubo, as forças militares dos Estados Unidos se retirou.